# Aéroport international de Fujaïrah
Pour les articles homonymes, voir FJR.
L'aéroport international de Fujaïrah (code IATA : FJR • code OACI : OMFJ) (en Arabe: مطار الفجيرة الدولي) est un aéroport situé à Fujaïrah, aux Émirats arabes unis, à environ 2 km au sud-ouest du centre-ville.

## Situation
| \| 50 km1:5 270 000 \| Abou Dabi Al-Aïn Al Maktoum Dalma Dubaï Ras el Khaïmah Charjah Al Dhafra Al Minhad Sir Bani Yas Fujaïrah |
| 50 km1:5 270 000 |